# Sallmannshausen
Sallmannshausen is een dorp in de Duitse gemeente Gerstungen in het Wartburgkreis in Thüringen. De tot dan zelfstandige gemeente werd in 1994 bij Gerstungen gevoegd. 